# Libin-Haut
Libin-Haut is een plaats in de Belgische provincie Luxemburg. Het ligt in de gemeente Libin en vormt samen met Libin-Bas, dat net ten zuiden ligt, het dorpscentrum van Libin.

## Geschiedenis
In de 16de eeuw werd Libin opgesplitst in het hoger gelegen Libin-Haut en het lager gelegen Libin-Bas. Op het einde van het ancien régime werd Libin-Haut, net als Libin-Bas, een gemeente. Beide gemeenten werden in 1823 opgeheven en gingen samen met Smuid de nieuwe gemeente Libin vormen.

## Verkeer en vervoer
Bij Libin-Haut kruist de N808 de N40 van Wellin naar Libramont.
Deelgemeenten: Anloy · Libin · Ochamps · Redu · Smuid · Transinne · Villance

Overige dorpen en gehuchten: Glaireuse · Hamaide · Lesse · Libin-Bas · Libin-Haut · Sèchery

Belgische gemeenten · Arrondissement Neufchâteau · Luxemburg · Wallonië